# MT-nummer
MT-nummer, ibland skrivet MT-nr, finns tryckt på läkemedelsförpackningar och betyder Läkemedlets marknadstillståndsnummer.